# Specie di Agave
Elenco delle specie di Agave :

## A
- Agave abisaii A.Vázquez & Nieves
- Agave acicularis Trel.
- Agave acklinicola Trel.
- Agave acuispina Trel.
- Agave aktites Gentry
- Agave albescens Trel.

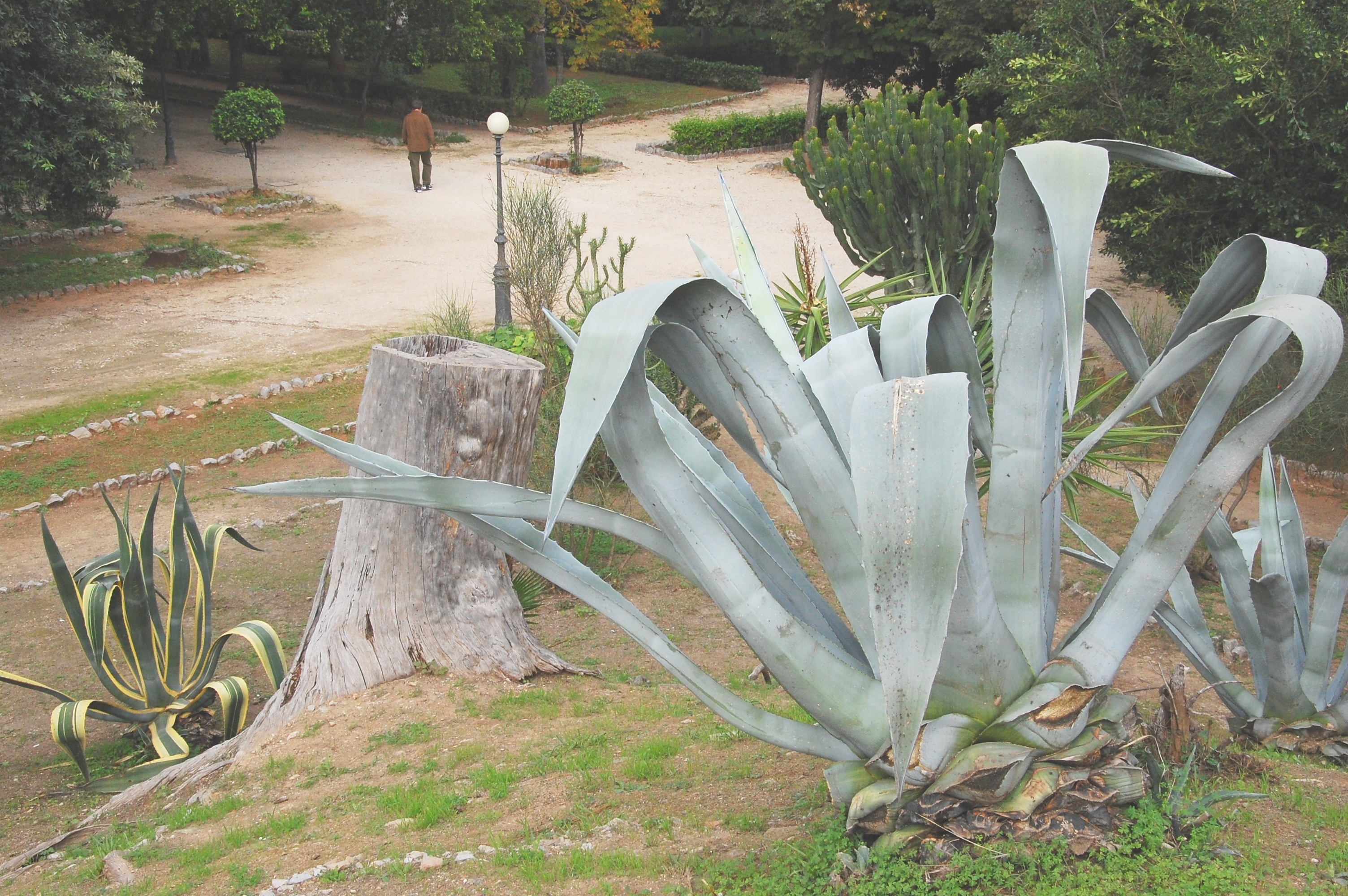
Agave americana

- Agave alboaustralis (E.Solano & Ríos-Gómez) Thiede
- Agave albomarginata Gentry
- Agave albopilosa I.Cabral, Villarreal & A.E.Estrada
- Agave americana L.
- Agave amica (Medik.) Thiede & Govaerts
- Agave andreae Sahagún & A.Vázquez
- Agave angustiarum Trel.
- Agave angustifolia Haw.
- Agave anomala Trel.
- Agave antillarum Descourt.
- Agave apedicellata Thiede & Eggli
- Agave applanata Lem. ex Jacobi
- Agave arcedianoensis Cházaro, O.M.Valencia & A.Vázquez
- Agave arubensis Hummelinck
- Agave asperrima Jacobi
- Agave atrovirens Karw. ex Salm-Dyck
- Agave attenuata Salm-Dyck
- Agave aurea Brandegee
- Agave avellanidens Trel.
- Agave azurea R.H.Webb & G.D.Starr

## B
- Agave bahamana Trel.
- Agave bicolor (E.Solano & García-Mend.) Thiede & Eggli
- Agave boldinghiana Trel.
- Agave bovicornuta Gentry
- Agave braceana Trel.

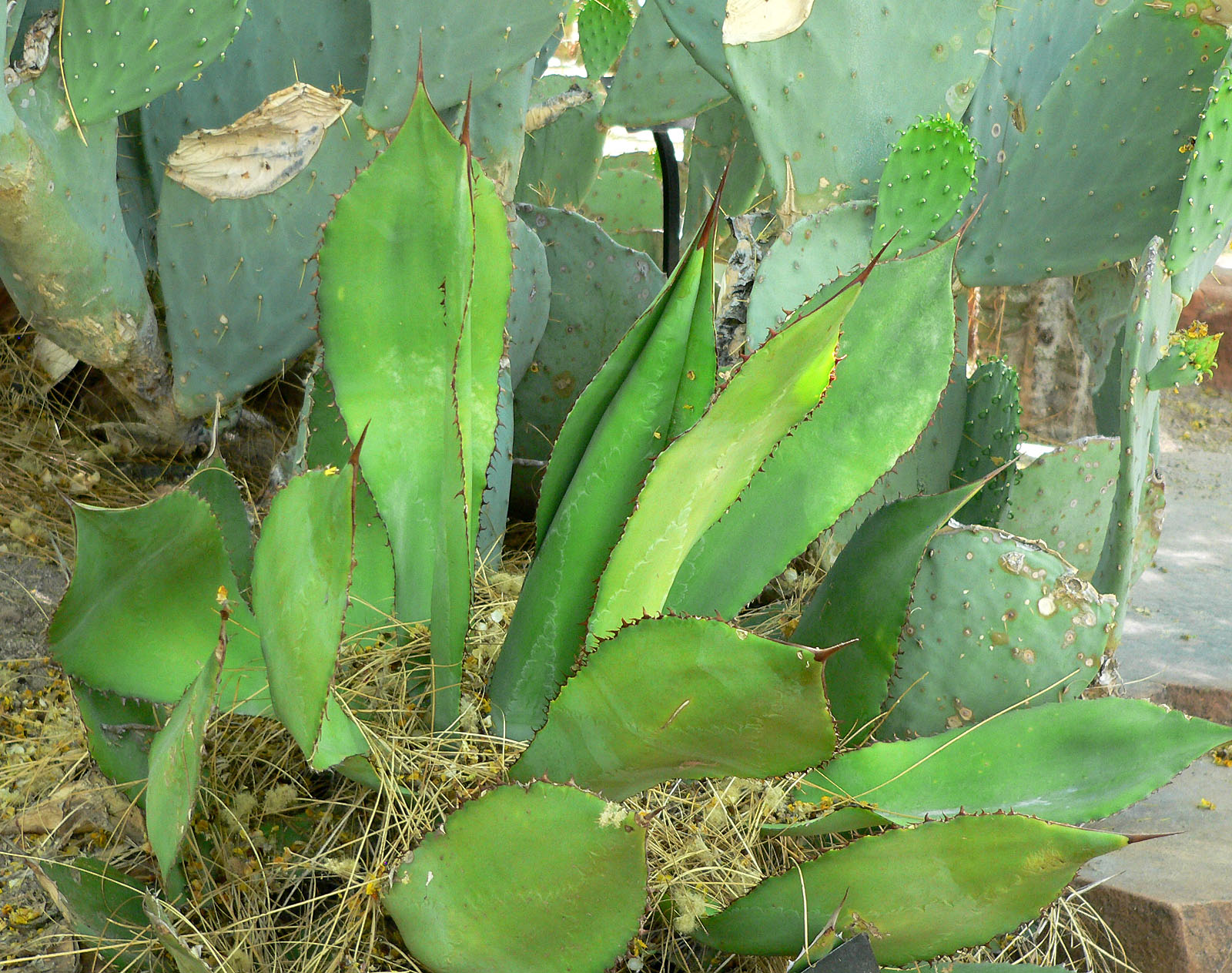
Agave bovicornuta

- Agave bracteosa S.Watson ex Engelm.
- Agave brevipetala Trel.
- Agave brevispina Trel.
- Agave brittoniana Trel.
- Agave brunnea S.Watson
- Agave bulbulifera (Castillejos & E.Solano) Thiede
- Agave bulliana (Baker) Thiede & Eggli

## C
- Agave cacozela Trel.
- Agave cajalbanensis A.Álvarez
- Agave calciphila G.D.Starr
- Agave calodonta A.Berger
- Agave caribaeicola Trel.
- Agave caymanensis Proctor
- Agave cerulata Trel.

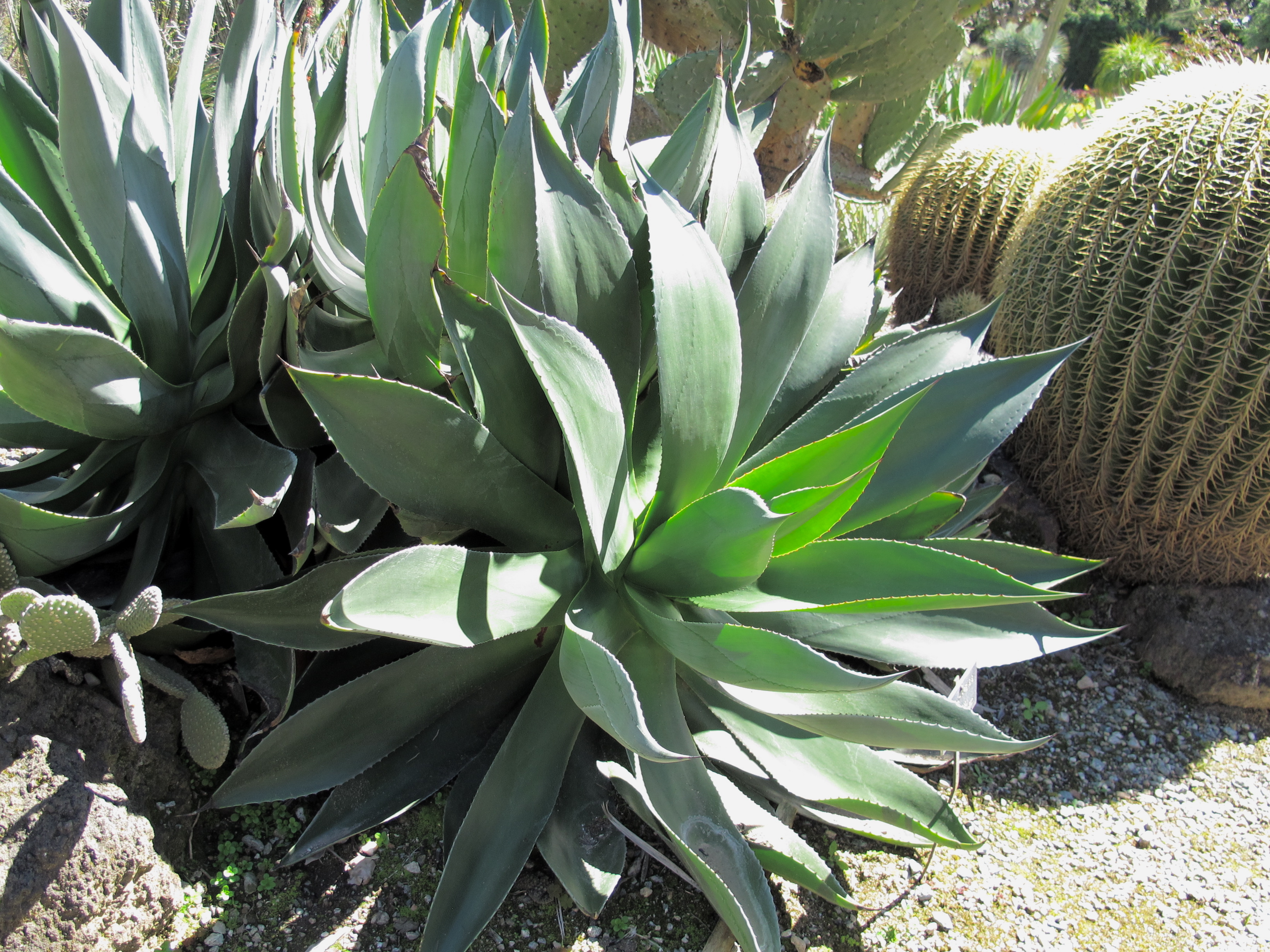
Agave chiapensis

- Agave chamelensis (E.J.Lott & Verh.-Will.) Thiede & Eggli
- Agave chazaroi A.Vázquez & O.M.Valencia
- Agave chiapensis Jacobi
- Agave chrysantha Peebles
- Agave chrysoglossa I.M.Johnst.
- Agave cocui Trel.
- Agave coetocapnia (M.Roem.) Govaerts & Thiede
- Agave collina Greenm.
- Agave colorata Gentry
- Agave confertiflora Thiede & Eggli
- Agave congesta Gentry
- Agave convallis Trel.
- Agave cremnophila G.D.Starr, Etter & Kristen
- Agave cundinamarcensis A.Berger
- Agave cupreata Trel. & A.Berger

## D
- Agave datylio F.A.C.Weber
- Agave dealbata É.Morren ex K.Koch
- Agave debilis A.Berger
- Agave decipiens Baker

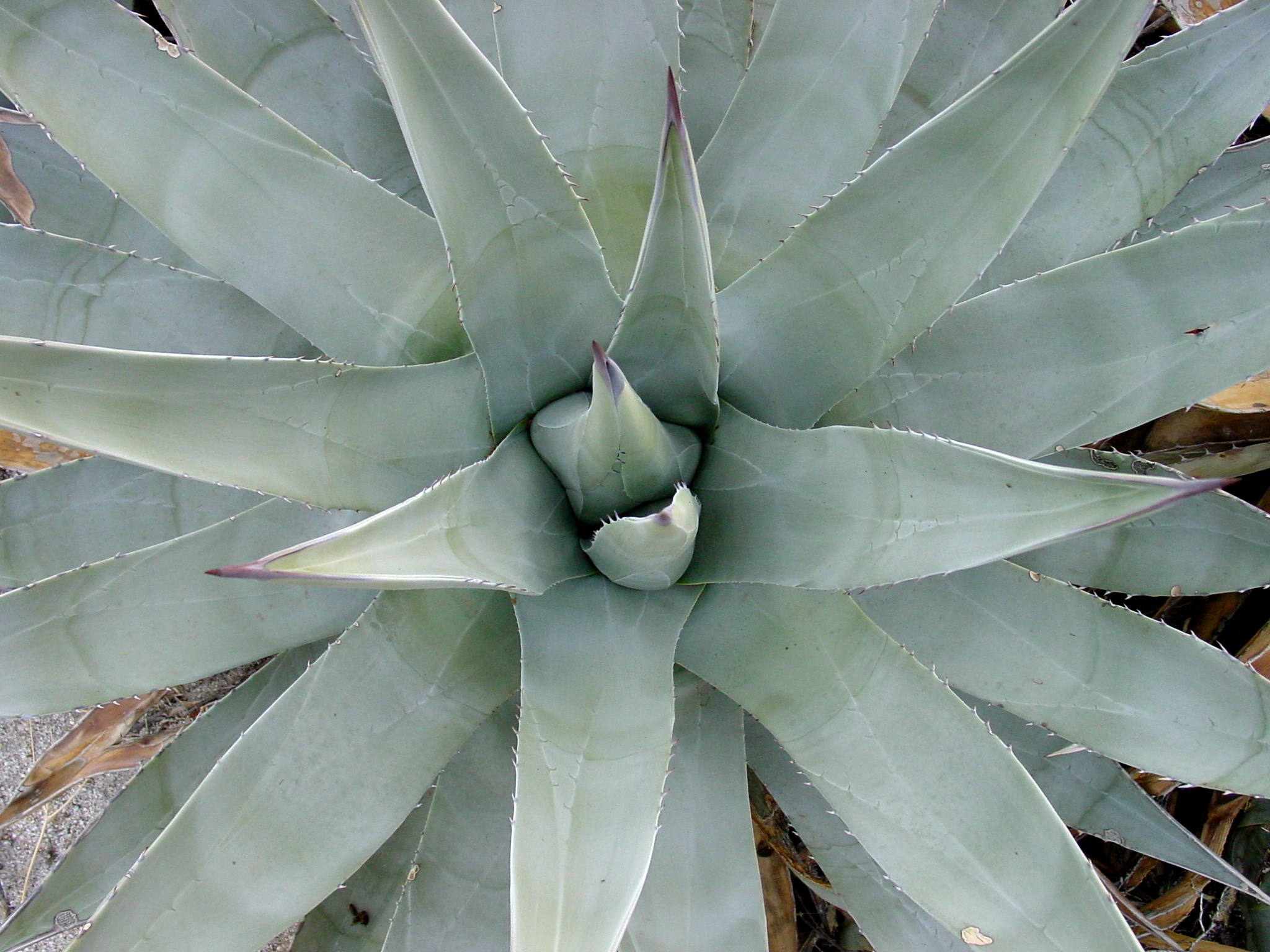
Agave deserti

- Agave delamateri W.C.Hodgs. & Slauson
- Agave demeesteriana Jacobi
- Agave deserti Engelm.
- Agave difformis A.Berger
- Agave dissimulans Trel.
- Agave doctorensis L.Hern. & Magallán
- Agave dolichantha Thiede & Eggli
- Agave durangensis Gentry
- Agave dussiana Trel.

## E
- Agave eggersiana Trel.
- Agave ellemeetiana Jacobi
- Agave ensifera Jacobi
- Agave evadens Trel.

## F
- Agave felgeri Gentry
- Agave filifera Salm-Dyck
- Agave flexispina Trel.
- Agave fortiflora Gentry
- Agave fourcroydes Lem.
- Agave funkiana K.Koch & C.D.Bouché

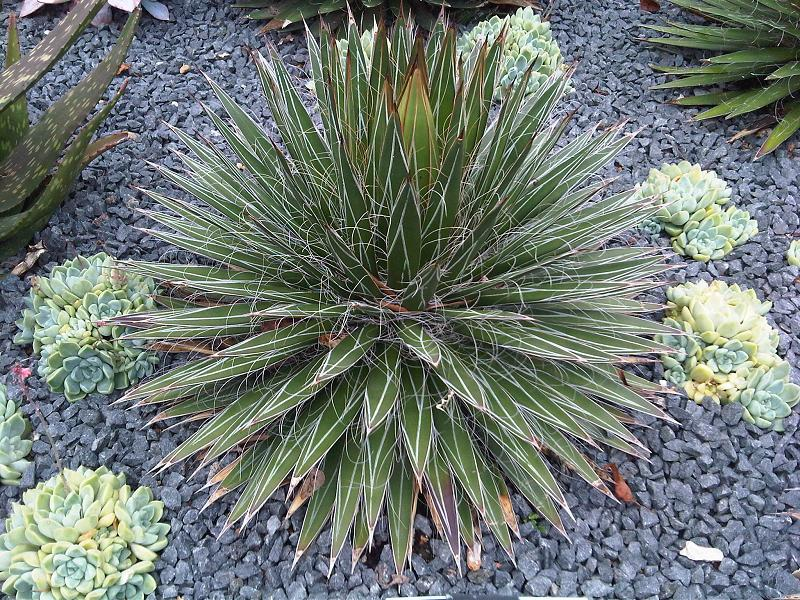
Agave filifera

- Agave fusca (Ravenna) Thiede & Eggli

## G

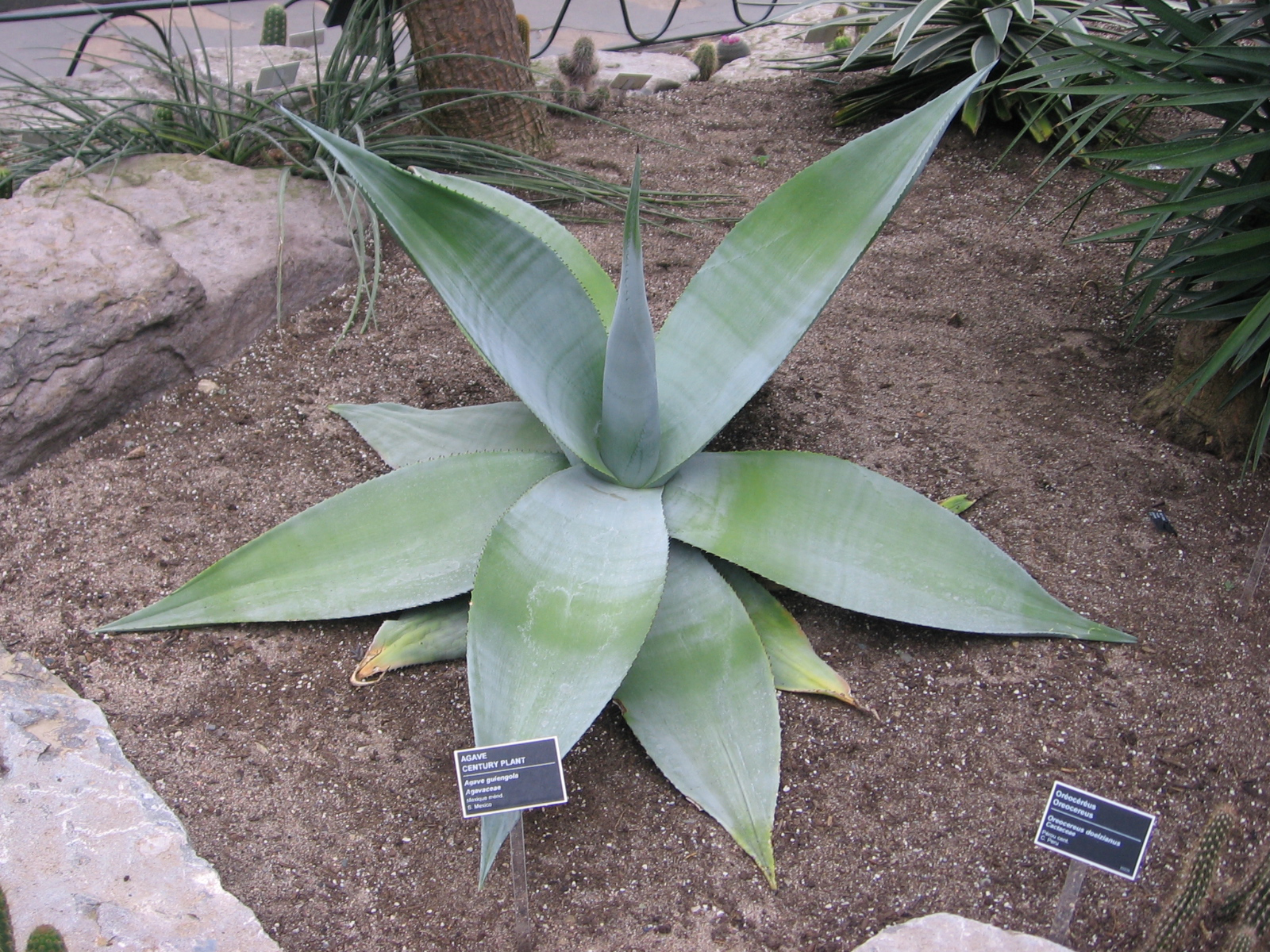
Agave guiengola

- Agave galvaniae (A.Castañeda, S.Franco & García-Mend.) Etter & Kristen
- Agave garciae-mendozae Galván & L.Hern.
- Agave garciaruizii A.Vázquez, Hern.-Vera & Padilla-Lepe
- Agave geminiflora (Tagl.) Ker Gawl.
- Agave gentryi B.Ullrich
- Agave ghiesbreghtii Lem. ex Jacobi
- Agave gigantensis Gentry
- Agave gilbertii A.Berger
- Agave gomezpompae Cházaro & Jimeno-Sevilla
- Agave gracielae Galvan & Zamudio
- Agave gracilipes Trel.
- Agave gracillima A.Berger
- Agave graminifolia (Rose) Govaerts & Thiede
- Agave grisea Trel.
- Agave guadalajarana Trel.
- Agave guerrerensis (Matuda) G.D.Rowley
- Agave guiengola Gentry
- Agave guttata Jacobi & C.D.Bouché
- Agave gypsophila Gentry

## H
- Agave harrisii Trel.
- Agave hauniensis J.B.Petersen
- Agave havardiana Trel.
- Agave hiemiflora Gentry
- Agave hookeri Jacobi
- Agave horrida Lem. ex Jacobi

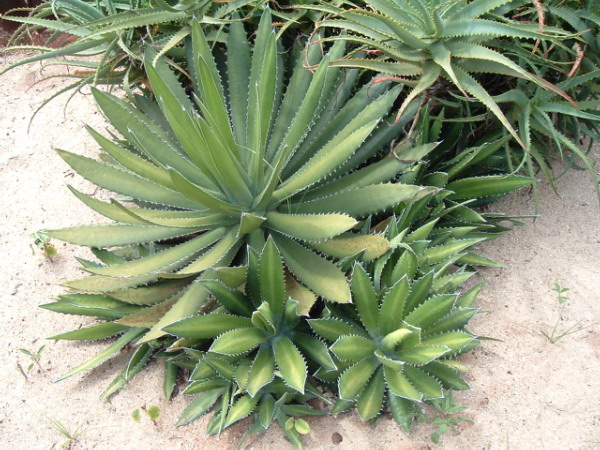
Agave horrida

- Agave howardii (Verh.-Will.) Thiede & Eggli
- Agave hurteri Trel.

## I
- Agave impressa Gentry
- Agave inaequidens K.Koch
- Agave inaguensis Trel.
- Agave indagatorum Trel.
- Agave intermixta Trel.
- Agave involuta (McVaugh) Thiede & Eggli
- Agave isthmensis A.García-Mend. & F.Palma

## J
- Agave jaiboli Gentry
- Agave jaliscana (Rose) A.Berger
- Agave jarucoensis A.Álvarez
- Agave jimenoi Cházaro & A.Vázquez
- Agave justosierrana (García-Mend.) Thiede

## K
- Agave karatto Mill.
- Agave karwinskii Zucc.

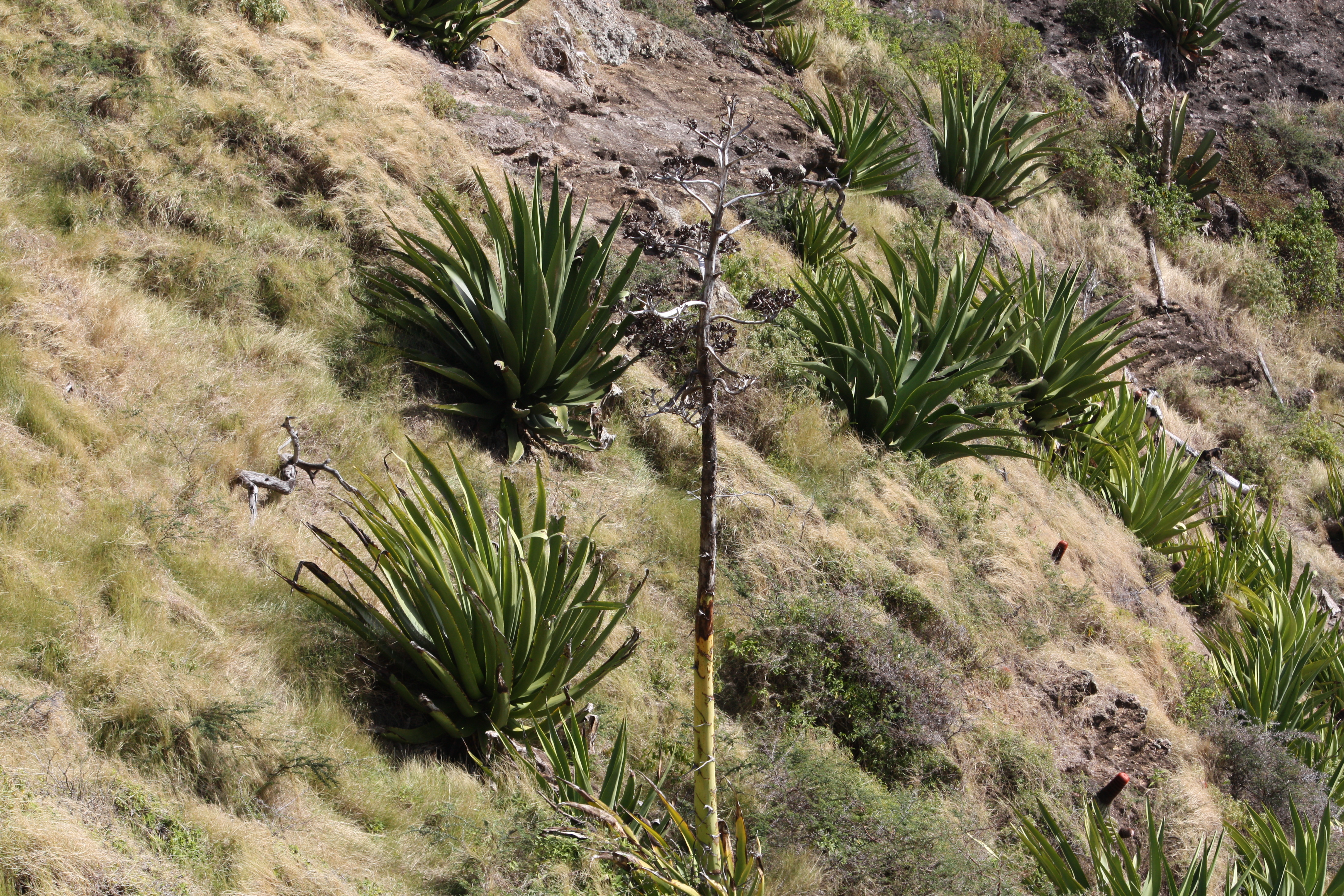
Agave karatto

- Agave kavandivi García-Mend. & C.Chávez
- Agave kerchovei Lem.
- Agave kewensis Jacobi
- Agave kristenii A.Vázquez & Cházaro

## L
- Agave lagunae Trel.
- Agave lechuguilla Torr.
- Agave lexii García-Mor., J.García-Jim. & Iamonico
- Agave littoralis (García-Mend., A.Castañeda & S.Franco) Thiede & Eggli
- Agave longibracteata (Verh.-Will.) Thiede & Eggli
- Agave longiflora (Rose) G.D.Rowley
- Agave longipes Trel.
- Agave lophantha Schiede

## M
- Agave macroacantha Zucc.
- Agave maculata Regel

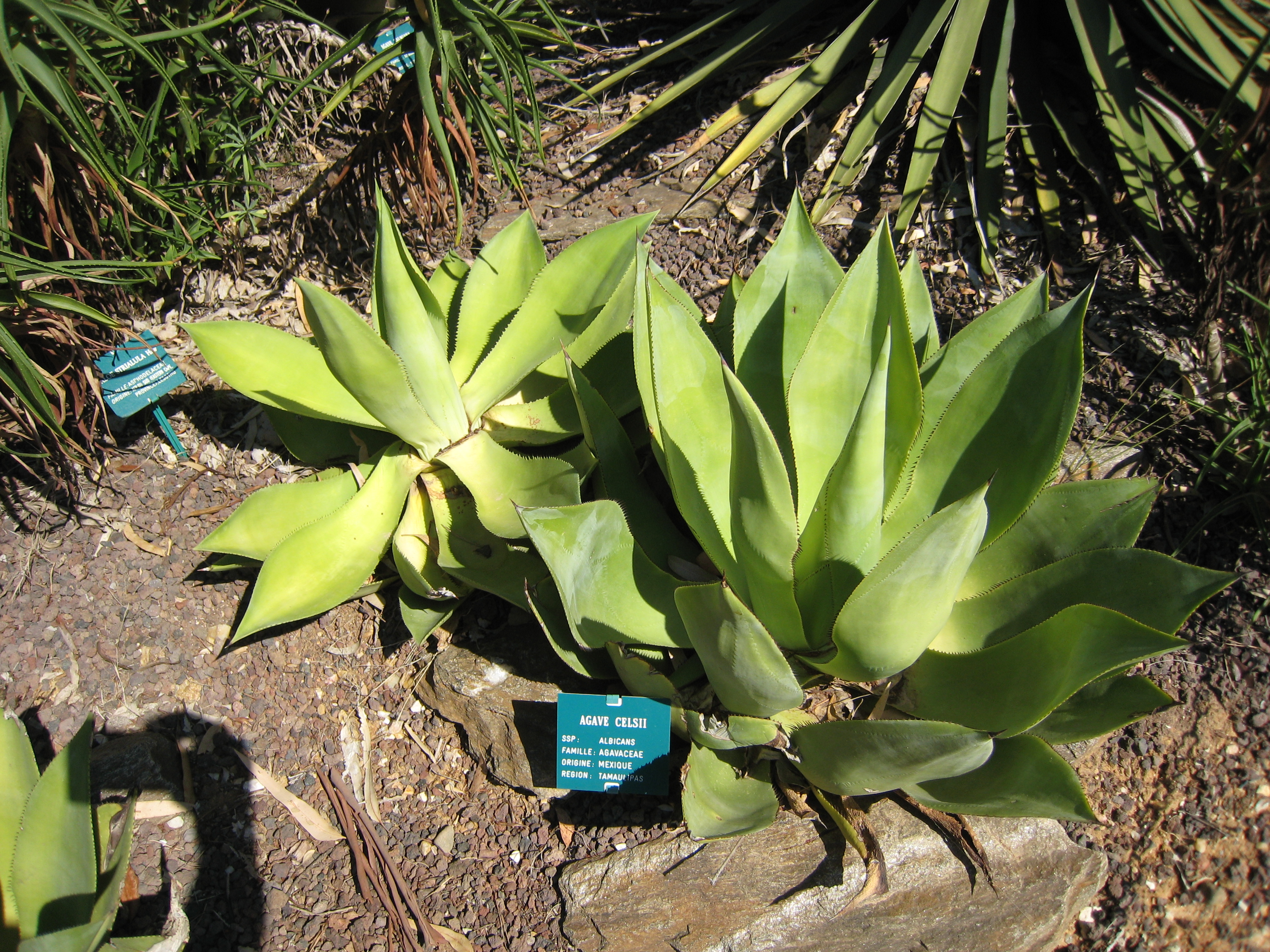
Agave mitis

- Agave madrensis Villarreal, Ram.-Gam. & A.E.Estrada
- Agave manantlanicola Cuevas & Santana-Michel
- Agave mapisaga Trel.
- Agave margaritae Brandegee
- Agave maria-patriciae Cházaro & Arzaba
- Agave marmorata Roezl
- Agave maximiliana Baker
- Agave mckelveyana Gentry
- Agave melanacantha Lem. ex Jacobi
- Agave michoacana (M.Cedano, Delgad. & Enciso) Thiede & Eggli
- Agave microceps (Kimnach) A.Vázquez & Cházaro
- Agave millspaughii Trel.
- Agave minor Proctor
- Agave missionum Trel.
- Agave mitis Mart.
- Agave montana Villarreal
- Agave montium-sancticaroli García-Mend.
- Agave moranii Gentry
- Agave multicolor (E.Solano & Dávila) Thiede
- Agave multifilifera Gentry
- Agave murpheyi Gibson
- Agave muxii Zamudio & G.Aguilar-Gut.

## N
- Agave nanchititlensis (Matuda) ined.
- Agave nashii Trel.
- Agave nayaritensis Gentry
- Agave neocernua Thiede
- Agave neonelsonii Thiede & Eggli
- Agave neopringlei Thiede & Eggli
- Agave nickelsiae Rol.-Goss.
- Agave nizandensis Cutak
- Agave nuusaviorum García-Mend.

## O

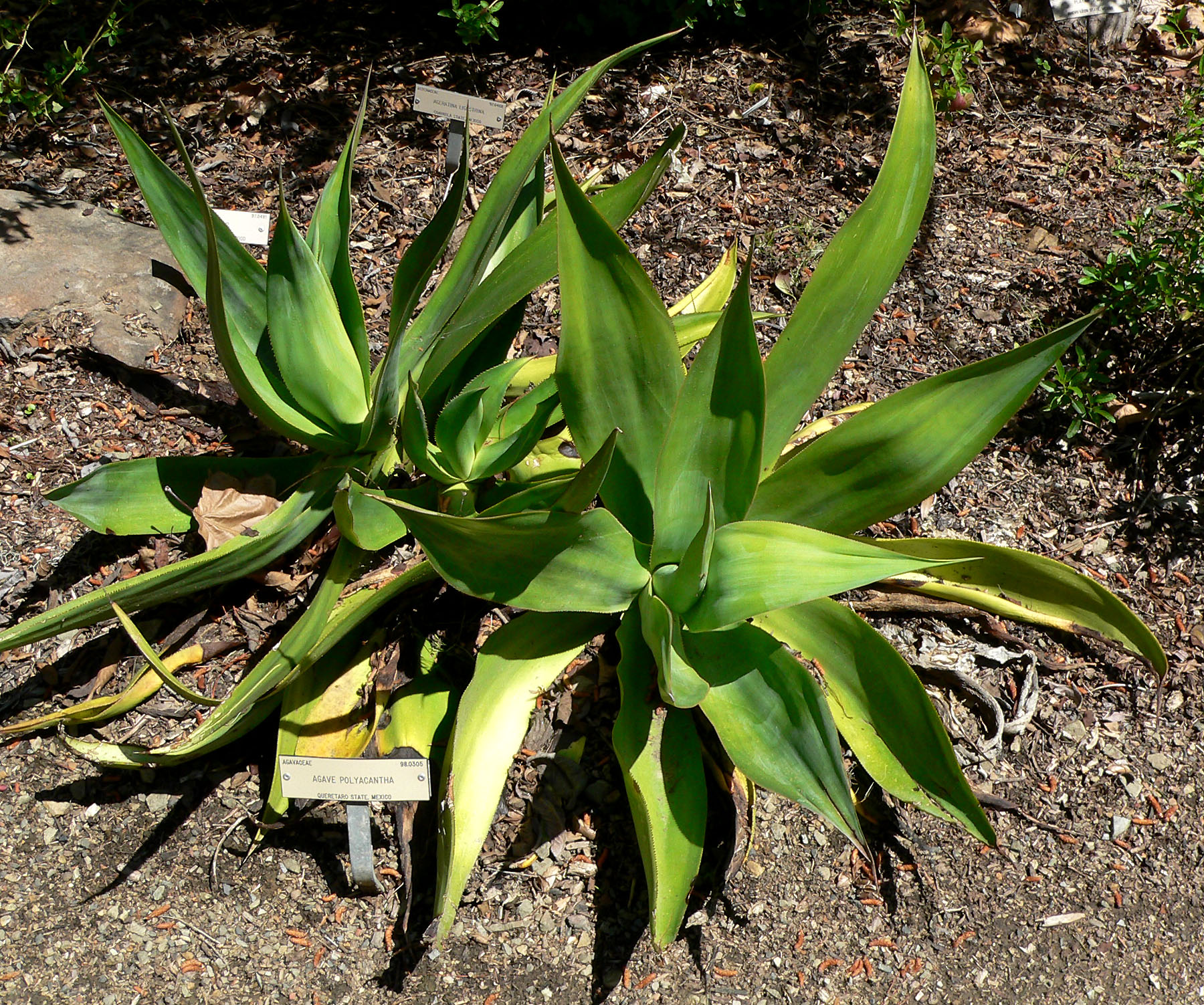
Agave obscura

- Agave oaxacana (García-Mend. & E.Solano) Thiede
- Agave obscura Schiede ex Schltdl.
- Agave ocahui Gentry
- Agave occidentalis (Art.Castro & Aarón Rodr.) Thiede & Gideon F.Sm.
- Agave offoyana De Smet ex Jacobi
- Agave ornithobroma Gentry
- Agave oroensis Gentry
- Agave ortgiesiana (Baker) Trel.
- Agave oteroi G.D.Starr & T.J.Davis
- Agave ovatifolia G.D.Starr & Villarreal

## P

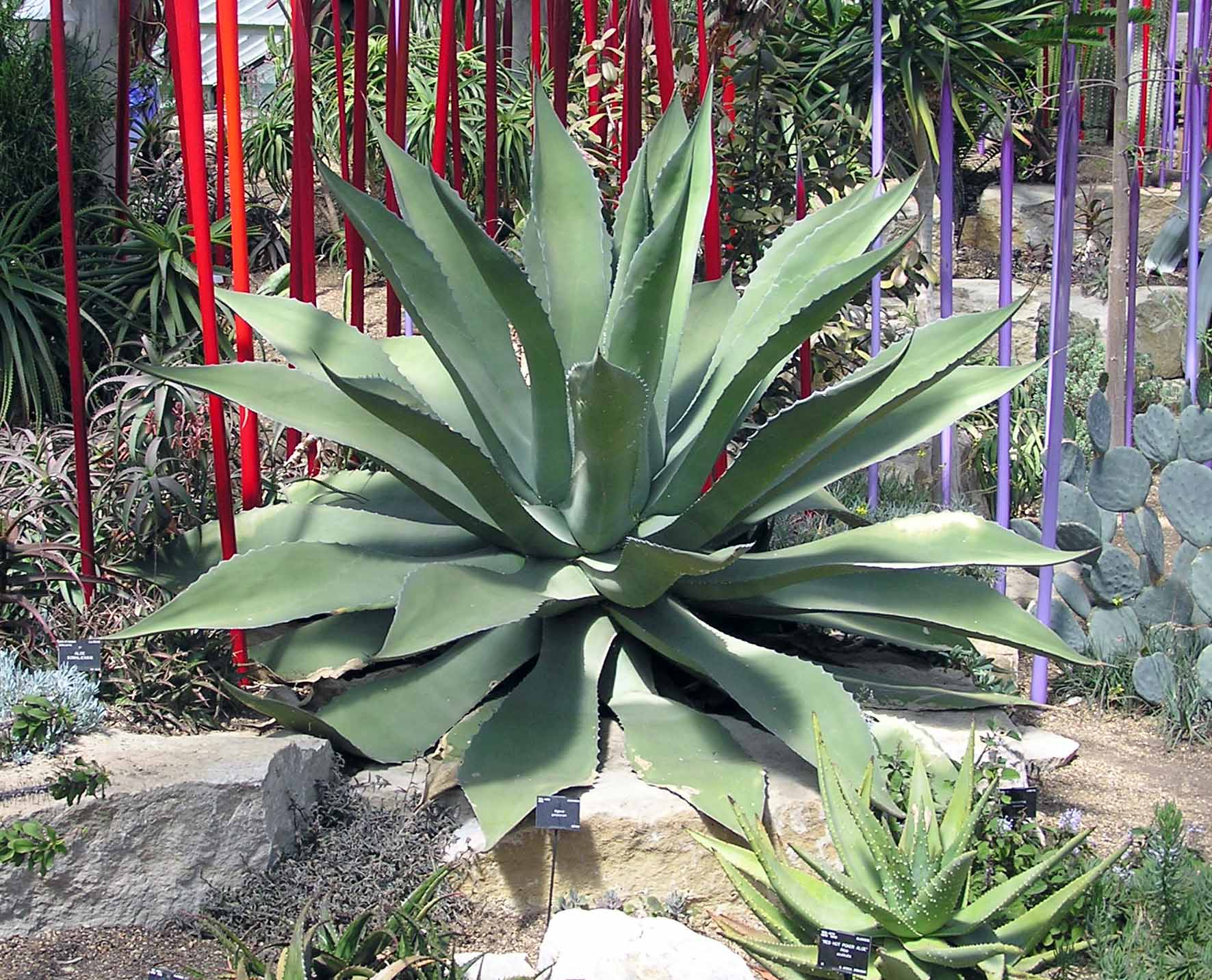
Agave potatorum, Kew Gardens, Londra

- Agave pablocarrilloi A.Vázquez, Muñiz-Castro & Padilla-Lepe
- Agave pachycentra Trel.
- Agave palmeri Engelm.
- Agave palustris (Rose) Thiede & Eggli
- Agave panamana Trel.
- Agave paniculata (L.Hern., R.A.Orellana & Carnevali) Thiede
- Agave papyrocarpa Trel.
- Agave parrasana A.Berger
- Agave parryi Engelm.
- Agave parva (Aarón Rodr.) Thiede
- Agave parvidentata Trel.
- Agave parviflora Torr.
- Agave pax Gir.-Cañas
- Agave peacockii Croucher
- Agave pelona Gentry
- Agave pendula Schnittsp.
- Agave petiolata Trel.
- Agave petrophila A.García-Mend. & E.Martínez
- Agave petskinil (R.A.Orellana, L.Hern. & Carnevali) Thiede
- Agave phillipsiana W.C.Hodgs.
- Agave pintilla S.González, M.González & L.Reséndiz
- Agave planifolia S.Watson
- Agave platyphylla (Rose) Thiede & Eggli
- Agave polianthiflora Gentry
- Agave polyacantha Haw.
- Agave potatorum Zucc.
- Agave potosina B.L.Rob. & Greenm.
- Agave potreriana Trel.
- Agave pratensis A.Berger
- Agave pringlei Engelm. ex Baker
- Agave producta Thiede & Eggli
- Agave pubescens Regel & Ortgies

## Q
- Agave quilae (Art.Castro & Aarón Rodr.) Thiede & Govaerts

## R
- Agave revoluta Klotzsch
- Agave rhodacantha Trel.
- Agave rosei Thiede & Eggli
- Agave rovelliana Tod.
- Agave rutteniae Hummelinck
- Agave rzedowskiana P.Carrillo, Vega & R.Delgad.

## S
- Agave salmiana Otto ex Salm-Dyck

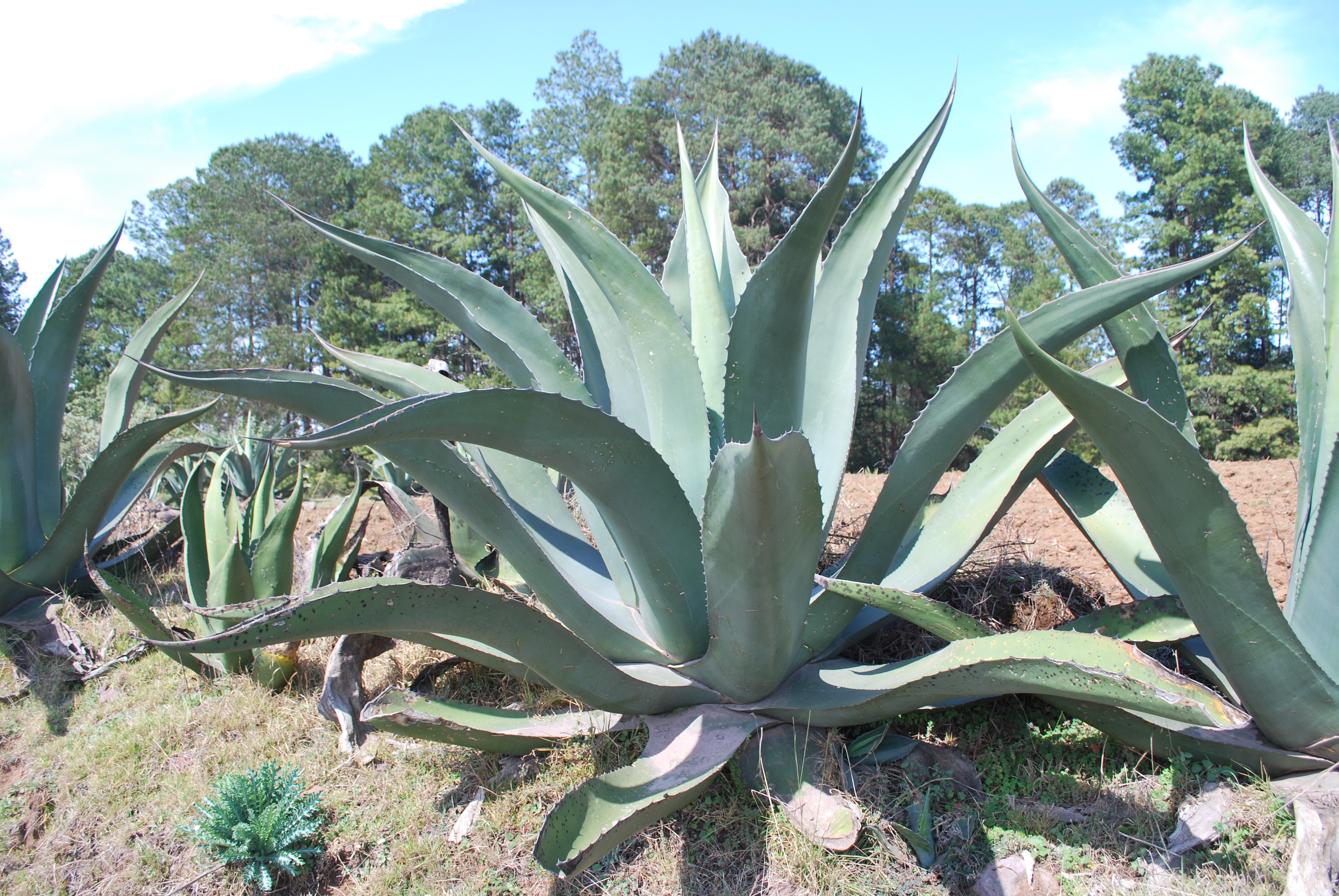
Agave salmiana

- Agave sanpedroensis W.C.Hodgs. & Salywon
- Agave santana-michelii (Art.Castro, Aarón Rodr. & P.Carrillo) Thiede & Gideon F.Sm.
- Agave scabra Ortega
- Agave scaposa Gentry
- Agave schidigera Lem.
- Agave schneideriana A.Berger
- Agave schottii Engelm.
- Agave sebastiana Greene
- Agave seemanniana Jacobi
- Agave shaferi Trel.
- Agave shawii Engelm.
- Agave shrevei Gentry
- Agave sileri (Verh.-Will.) Thiede & Eggli
- Agave simplex (Gentry) Salywon & W.C.Hodgs.
- Agave singuliflora (S.Watson) A.Berger
- Agave sisalana Perrine
- Agave sobolifera Houtt.
- Agave sobria Brandegee
- Agave spicata Cav.
- Agave stictata Thiede & Eggli
- Agave striata Zucc.
- Agave stricta Salm-Dyck
- Agave stringens Trel.
- Agave subsimplex Trel.

## T
- Agave tecta Trel.

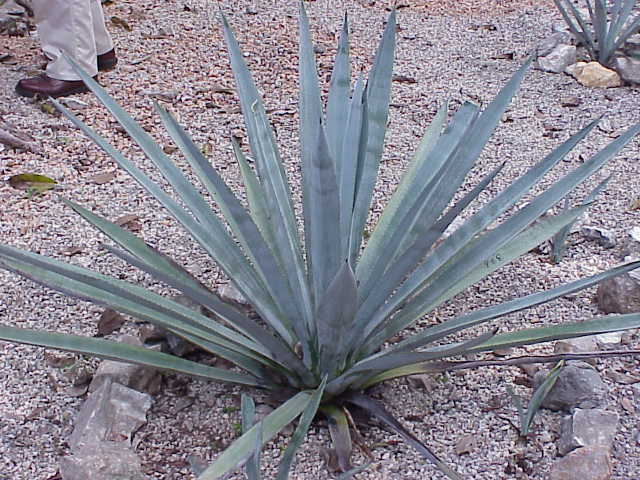
Agave tequilana

- Agave temacapulinensis A.Vázquez & Cházaro
- Agave tenuifolia Zamudio & E.Sánchez
- Agave tequilana F.A.C.Weber
- Agave thomasiae Trel.
- Agave titanota Gentry
- Agave toumeyana Trel.
- Agave triangularis Jacobi
- Agave tubulata Trel.
- Agave turneri R.H.Webb & Salazar-Ceseña

## U
- Agave umbrophila (García-Mend.) Thiede
- Agave underwoodii Trel.
- Agave univittata Haw.
- Agave utahensis Engelm.

## V

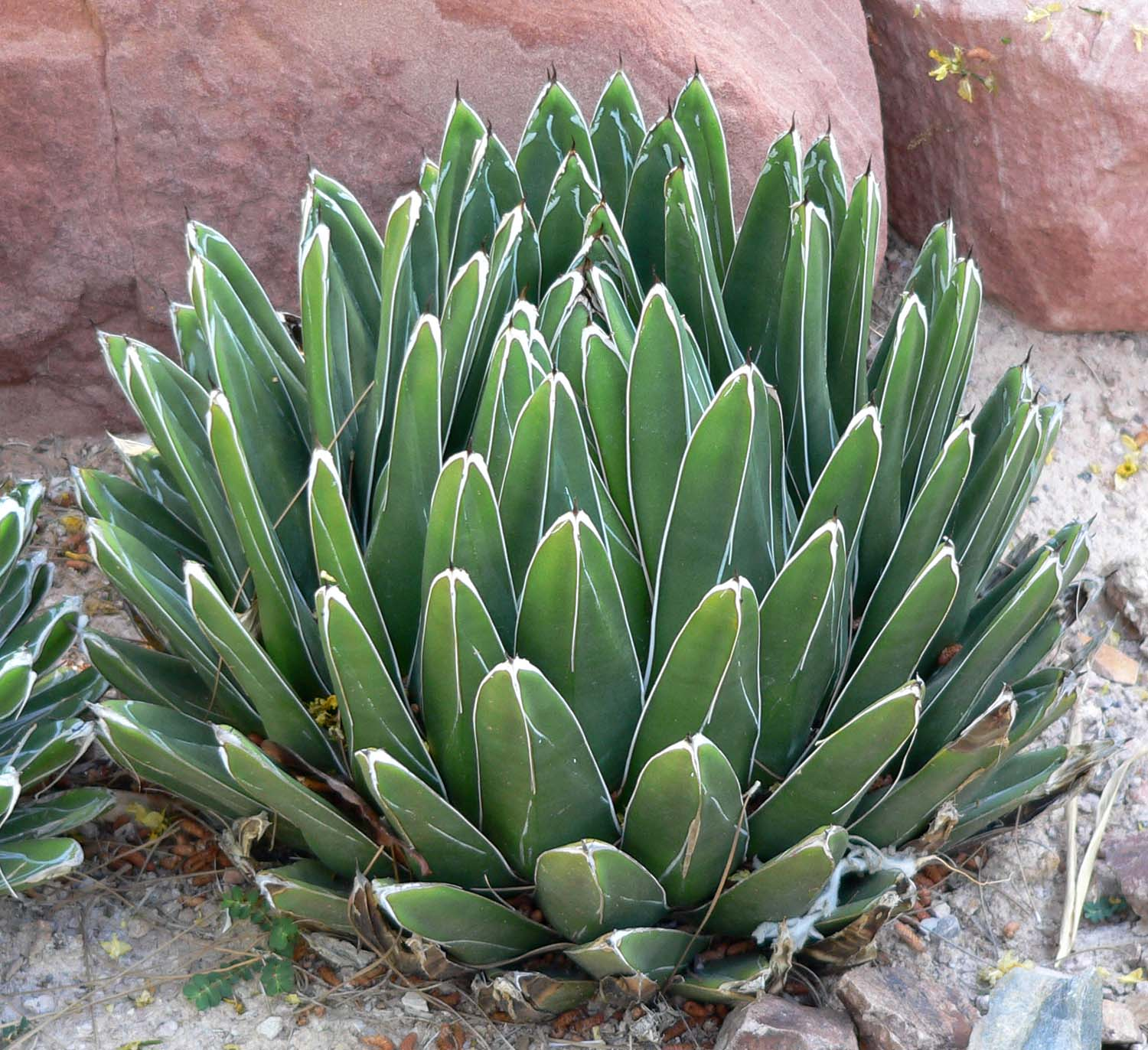
Agave victoriae-reginae

- Agave valenciana Cházaro & A.Vázquez
- Agave variegata Jacobi
- Agave vazquezgarciae Cházaro & J.A.Lomelí
- Agave venustuliflora (E.Solano, García-Mend. & Ríos-Gómez) Thiede & Gideon F.Sm.
- Agave vera-cruz Mill.
- Agave verdensis W.C.Hodgs. & Salywon
- Agave verhoekiae (García-Mend.) Thiede
- Agave vicina Trel.
- Agave victoriae-reginae T.Moore
- Agave vilmoriniana A.Berger
- Agave virginica L.
- Agave vivipara L.
- Agave vizcainoensis Gentry

## W
- Agave wallisii Jacobi
- Agave warelliana Baker
- Agave weberi Cels ex Poiss.
- Agave wercklei F.A.C.Weber ex Wercklé
- Agave wildingii Tod.
- Agave wocomahi Gentry

## X

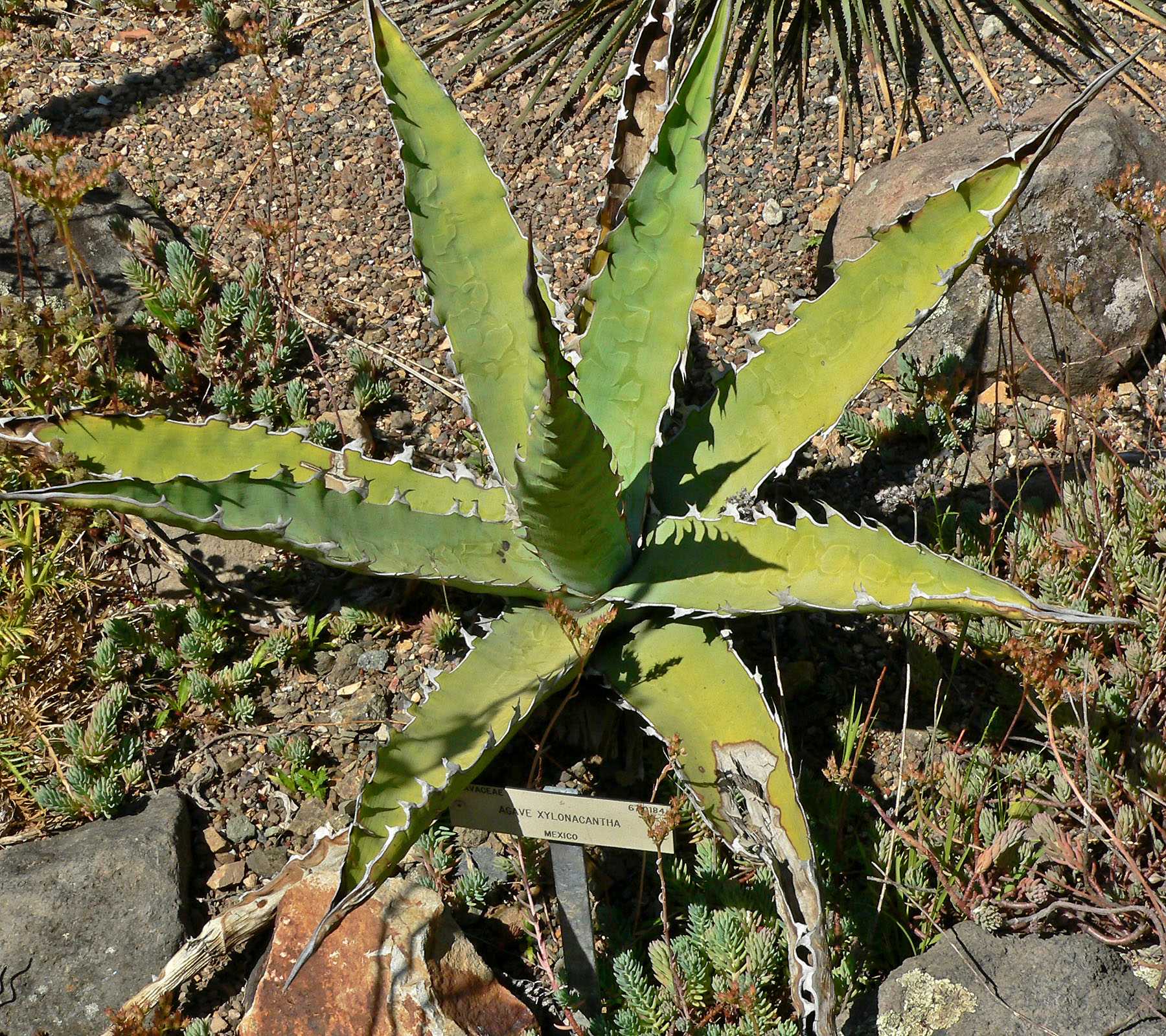
Agave xylonacantha

- Agave xylonacantha Salm-Dyck

## Y
- Agave yavapaiensis W.C.Hodgs. & Salywon

## Z
- Agave zapopanensis (E.Solano & Ríos-Gómez) Thiede
- Agave zebra Gentry

## Ibridi
- Agave × ajoensis W.C.Hodgs.
- Agave × arizonica Gentry & J.H.Weber
- Agave × glomeruliflora (Engelm.) A.Berger
- Agave × leopoldii Hort. ex G. Nicholson
- Agave × pumila De Smet ex Baker